# Црна слачица
Црна слачица (лат. Brassica nigra) је једногодишња биљка из фамилије купуса (Brassicaceae), висока до 1 m. Цвета ситним жутим цветовима од маја до августа. Црна слачица је широко гајена као индустријска и лековита биљка. Осим имена црна слачица, постоје и друга народна имена: мустарда, сенф, ардаљ, горушица, огњица, муштарда, муштар, хардан итд.
Слачица се гаји, а расте и дивља и полудивља безмало по целој Земљиној кугли. Гаји се у знатним количинама, нарочито у Холандији, Канади, Индији, државама бившег Совјетског Савеза, САД, Италији, Немачкој, Француској. 

## Услови узгоја
Слачица тражи хумозну, добру, ситну, лаку земљу преко зиме узорану и положај добро заштићен од хладних ветрова. Непосредно ђубрење стајским ђубретом није препоручљиво. Најбоља је земља у старој снази, после кромпира и других окопавина. Може се на хектар земље бацити до 600 kg суперфосфата или до 200 kg шалитре.
Сеје се рано у пролеће или већ крајем зиме ако је време погодно. Сетва, обрада и све остало је као за уљану репицу. Сеје се око 10 kg на хектар на растојању од 30 x 30 cm. Клијавост семена траје 3—5 година и износи око 85%. Сумпорна ђубрива (гипс) повећавају проценат сумпорног хетерозида.
Жање се у лето док је стабљика још зелена, кад лишће почне опадати и кад љуске пожуте, а семе у доњим љускама постане мрко. Жање се ноћу, за росе да се семе не би омлатило. Снопићи се оставе 10—15 дана у крстинама и камарама да се осуше и затим врше или млати као пасуљ. Свака љуска има десетак зрна. С једног хектара се добија око 1.000 kg семена. Семе се осуши на тавану као жито и често лопата да се не би упалило, док се потпуно не осуши.

## Производи од слачице

### Семе
Зрело и осушено семе слачице је округласто, мркоцрвено, ситно, у пречнику свега 1—1,6 mm велико. Лупом се види како је веома фино и правилно мрежасто-јамасто наборано. На пресеку семена види се лупом жуто-зеленкаста уљаста клица са два велика котиледона савијена један око другог као олуци. У отвору овог олука види се обрнут, ваљкаст, повијен коренак. У води семе постаје слузаво и склиско и мрежасти набори ишчезну, јер еписперм јако набубри услед велике количине слузи.
Слачично семе је без мириса. Међутим, кад се жваће, укуса је у почетку уљастог, нагорког и накиселог, а затим је укуса и мириса врло љутог, пече, гуши и пали. Тај исти љути мирис осети се кад се семе у прах стуца и покваси водом (слачично уље, алил-изо-сулфоцијанид).

### Брашно
Кад се слачично брашно (самлевено семе) покваси водом, мора отпуштати врло љут мирис који изазива сузе. Овај мирис се не може јавити ако прашак (или семе) прелијемо кључалом водом, киселином, базама или алкохолом, јер тада ензим мирозин не може деловати, не може доћи до хидролизе синигрозида.
Слачично брашно из кога је етром или петролетром одстрањено масно уље има беличасту боју, боље се чува јер се не ужеже и активније је. Кад се прокува 1 g слачичног брашна у 50 ccm воде и филтрује, течност, кад се охлади, не сме поплавити с јодним раствором (скроб). Слачично семе мора дати најмање 0,7% алил-изо-сулфоцијанида.

### Слачицно етарско уље
Ово етарско уље је врло ефикасно и енергично антисептично и паразитицидно средство, али је опасно, те у рукама нестручњака може изазвати тешка тровања, па чак и смрт! 
Према томе, слачично етарско уље не постоји у семену слободно, као што је то случај с већином других етарских уља у биљу, него је везано у облику хетерозида раствореног у свим ћелијама које не садрже ензима мирозина. Зато се хидролиза и ослобађање уља не могу одиграти у нетакнутом семену, јер су мирозин и синигрозид локализовани у различитим, одвојеним ћелијама. Етарско уље се добија дестилацијом из семена, које је претходно самлевено и цеђењем под притиском ослобођено масног уља, а затим мацеровано у хладној води. Ово уље је безбојна или жућкаста, бистра течност, љутог и продорног мириса, изазива сузење, јако дражи слузокожу, кожа поцрвени и јављају се пликови, па чак и ране; укуса је врло љутог. Раствара се у алкохолу и етру, мало у води; у воденом раствору се брзо распада.
Због тога се ово уље у апотекама држи под кључем и издаје се само на лекарски рецепт.
У апотекама и у фармацеутској индустрији од слачичног уља се справља велик број разних лекова, али се они смеју употребити једино и искључиво по савету лекара. Употреба на своју руку, нестручно и незналачки, често изазива нежељене последице које се, ако болесник преживи, тешко лече. Од 4 грама слачичног уља зец угине за непуна два сата, а од 15 грама за свега 15 минута. Активни састојак слачичног етарског уља (алилизо-тиоцијанид) има мали молекул и због тога брзо продире у све органе, а излучује се преко плућа и мокраћом.
Антибактеријска моћ слачицног етарског уља је врло велика. Отуд оправдана употреба тзв. сенфа или мустарда као зачина и додатка уз многа јела, особито слана. Љутина слачице делује, дакле, превентивно.

### Остали производи
Слачични шпиритус справља се у апотекама. То је најчешће 1% или 2% раствор слачичног етарског уља у чистом (или 80—90%-ном) алкохолу. Може се употребљавати, али само споља уместо слачичне карте и облога, али врло опрезно. Чим се осети топлота, одмах треба то место на телу опрати и намазати свежим уљем да би се спречило црвенило и опекотине.
Против реуматизма и сличних обољења употребљавају се, осим слачичног шпиритуса, и разне емулзије, линимента, помаде, лековите масти којима се мажу болна места на телу.
Масно уље се добија индустријски из семена црне слачице. Цеђење или екстракција је врло рентабилна, јер слачица има више од 30% масног уља које се употребљава за исхрану и у разне индустријске сврхе.

## Састав
У слачичном семену има око 5% синигрозида (синигрина), што чини 0,7% до 1,3% етарског уља. Има још и око 32% масног уља, до 25% беланчевина, до 20% слузи, ензима мирозина и трагова синалбозида. У слачичном уљу има 90% алил-изосулфоцијанида. Вредност црне слачице одређује се према проценту синигрозида, а овај се израчунава на основу одређивања алил-сеневола. Тачан поступак одређивања описан је у фармакопеји.